# تاريخ الفكر السياسي
يعود تاريخ الفكر السياسي إلى العصور القديمة، في حين أن التاريخ السياسي للعالم وبالتالي تاريخ الفكر السياسي للإنسان يمتد عبر العصور الوسطى وعصر النهضة. في عصر التنوير، توسعت الكيانات السياسية من الأنظمة الأساسية للحكم الذاتي والملكية إلى الأنظمة المعقدة من الديمقراطية والشيوعية التي وُجدت في العصر الصناعي والعصر الحديث. في موازاة ذلك، توسعت النظم السياسية من الحدود ذات النوع المحدود والمُعرّفة بشكل مبهم، إلى الحدود الواضحة الموجودة اليوم. وغالبًا ما تداخل تاريخ الفكر السياسي مع تاريخ الفلسفة.

## الفكر السياسي الأولي

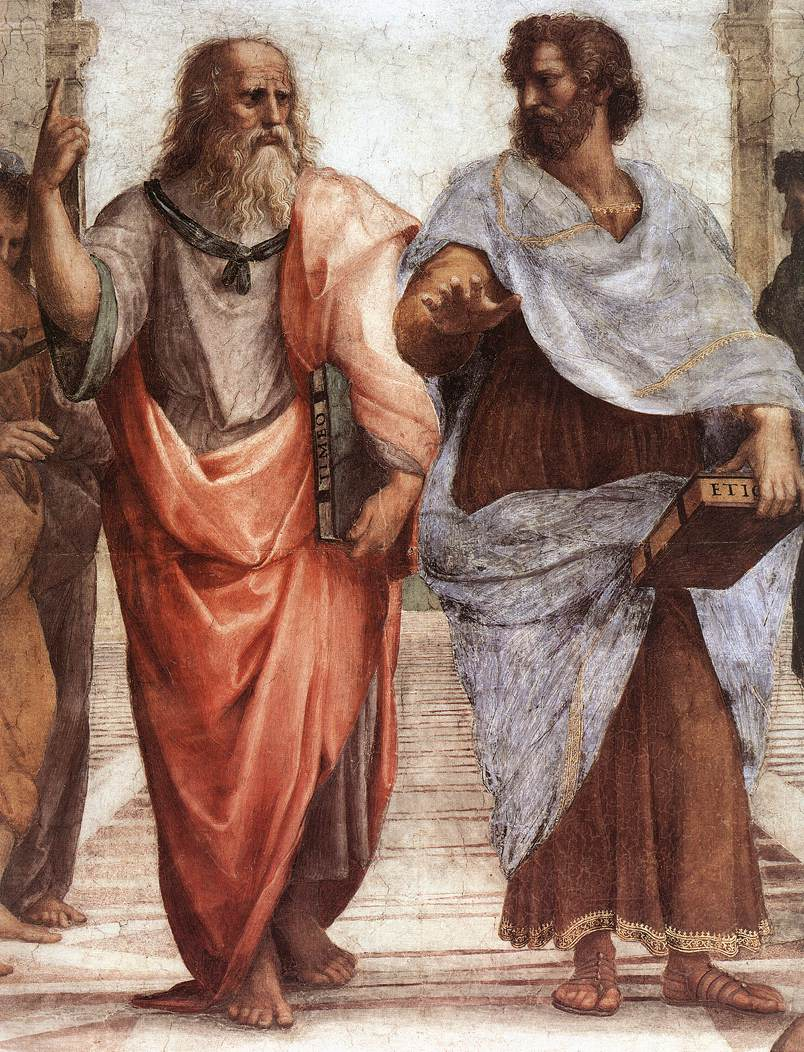
أفلاطون (يسار) وأرسطو (يمين)

كمجال أكاديمي، تعود أصول الفلسفة السياسية الغربية إلى المجتمع اليوناني القديم، عندما كانت دول المدن تعيش تجارب أشكال مختلفة من التنظيم السياسي، بما في ذلك الملكية، والطغيان، والأرستقراطية، والأوليغاركية (حكم الأقلية)، والديمقراطية. واحد من أول الأعمال الكلاسيكية المهمة للغاية في الفلسفة السياسية هو جمهورية أفلاطون، وعقبه كتاب السياسة لأرسطو، وقد كُتبا كلاهما ضمن سياق الديمقراطية الأثينية. تأثرت الفلسفة السياسية الرومانية بمدارس الفكر اليونانية، وخاصة الرواقية، إلى جانب التقاليد الرومانية للجمهورية، كما يتضح من الفلسفة السياسية لرجل الدولة الروماني شيشرون والمفكرين اللاحقين مثل ماركوس أوريليوس.
بشكل مستقل، سعى كل من كونفوشيوس، ومنسيوس، وموزي، والمدرسة القانونية في الصين، وقوانين مانو وتشانكيا في الهند، إلى إيجاد وسائل لاستعادة الوحدة السياسية والاستقرار السياسي؛ وكانت وسيلة أول ثلاثة هي زراعة الفضيلة، أما آخر ثلاثة فعن طريق فرض الانضباط. في الهند، طوّر تشانكيا في كتابه أرثاشاسترا وجهة نظر شبيهة بالمشرّعين الصينيين، وأنذر بأفكار نيكولو مكيافيلي. شابهت الحضارات الصينية والهندية القديمة الحضارة اليونانية من ناحية وجود ثقافة موحدة مُقسّمة إلى دول متنافسة. في حالة الصين، وجد الفلاسفة أنفسهم مُجبَرين على مواجهة الانهيار الاجتماعي والسياسي، والبحث عن حلول للأزمة التي واجهت حضارتهم بأكملها.
كانت الفلسفة المسيحية المبكرة لأوغسطينوس من هيبون هي وبشكل كبير إعادة كتابةٍ لأفلاطون في سياق مسيحي. كان التغير الرئيسي الذي أحدثه الفكر المسيحي هو تخفيف الفلسفة الرواقية ونظرية العدالة في العالم الروماني، والتأكيد على دور الدولة في تطبيق الرحمة كمثال أخلاقي. وعظ أوغسطين أيضًا أن الفرد لا يكون عضوًا في مدينته، بل هو إما مواطنٌ في مدينة الله أو في مدينة الإنسان. إن كتاب أوغسطين مدينة الله هو عمل مؤثر في تلك الفترة، أي بعد نهب روما، ويدحض فيه أوغسطين فكرة أنه لا يمكن تحقيق الرؤية المسيحية على الأرض تمامًا – وهي وجهة نظر امتلكها العديد من الرومان المسيحيين.

## العصور الوسطى

### أوروبا
تأثرت الفلسفة السياسية في العصور الوسطى في أوروبا بشدة بالتفكير المسيحي. وكان لديها الكثير من القواسم المشتركة مع الفكر الإسلامي من ناحية أن الرومان الكاثوليك أيضًا جعلوا الفلسفة تابعة للّاهوت. ربما كان الفيلسوف السياسي الأكثر تأثيرًا في أوروبا العصور الوسطى هو القديس توما الأكويني الذي ساعد على إعادة تقديم أعمال أرسطو، والتي (باستثناء كتاب السياسة الذي تُرجم مباشرة من اليونانية إلى اللاتينية بواسطة وليام الموربيكي) كان المسلمون فقط هم من يحتفظون بها مع تعليقات ابن رشد عليها. وضع استخدام توما الأكويني لهذه الأعمال مخططًا للفلسفة السياسية المدرسية، والتي سيطرت على الفكر الأوروبي لعدة قرون.

### العالم الإسلامي
غيّر صعود الإسلام، المبني على كل من القرآن ومحمد، بقوة موازين القوى وتصورات أصل القوة في منطقة البحر الأبيض المتوسط. أكدت الفلسفة الإسلامية المبكرة على وجود صلة حتمية بين العلم والدين، وعلى عملية الاجتهاد للعثور على الحقيقة - في الواقع كانت كل الفلسفة «سياسية» لأنها كانت تملك آثارًا حقيقية على الحكم. تحدى الفلاسفة المعتزلون وجهة النظر هذه، فكانوا يحملون وجهة نظر أكثر يونانية وكانت تؤيدهم الأرستقراطية العلمانية التي سعت إلى حرية التصرف بشكل مستقل عن الخلافة. ولكن، وبحلول أواخر العصور الوسطى، انتصرت النظرة الأشعرية للإسلام بشكل عام.
كانت الفلسفة السياسية الإسلامية، في الواقع، متجذرة في صميم مصادر الإسلام، أي القرآن والسنّة النبوية (كلمات محمد وممارساته). ولكن، يفترض الفكر الغربي عمومًا أن تلك الفلسفة كانت مجالًا معينًا خاصًا فقط بفلاسفة الإسلام العظماء: الكندي، والفارابي، وابن سينا، وابن باجة، وابن رشد، وابن خلدون. تُعتبر المفاهيم السياسية للإسلام، مثل القدرة، والسلطان، والأمة، وحتى المصطلحات «الجوهرية» للقرآن، أي العبادة، والدين، والرب، والإله - أساس التحليل السياسي. وبالتالي، لم يكن الأمر خاصًا بأفكار الفلاسفة السياسيين المسلمين فحسب، بل طرح أيضًا العديد من الفقهاء والعلّامة الآخرين أفكارًا ونظريات سياسية. على سبيل المثال، فإن أفكار الخوارج في السنوات الأولى من التاريخ الإسلامي المتعلقة بالخلافة والأمة، أو أفكار الإسلام الشيعي حول مفهوم الإمام؛ تُعد بمثابة دليل على الفكر السياسي. كذلك كان للاشتباكات بين أهل السنة والشيعة في القرنين السابع والثامن طابعٌ سياسيُ حقيقي.
يُعد العالم العربي ابن خلدون من القرن الرابع عشر أحد أعظم المنظرين السياسيين. اعتبر الفيلسوف وعالِم الإنسان البريطاني «إرنست غيلنر» تعريف ابن خلدون للحكومة «مؤسسة تمنع الظلم بخلاف ذلك الذي ترتكبه بنفسها»؛ أفضل تعريف في تاريخ النظرية السياسية.

## عصر النهضة
خلال عصر النهضة، بدأت فلسفة سياسية علمانية بالظهور بعد نحو قرن من الفكر السياسي اللاهوتي في أوروبا. كان الأمير لنيكولو مكيافيلي من أكثر الأعمال تأثيرًا خلال هذه الفترة الناشئة، وقد كتبه بين عامي 1512-1511 ونُشر عام 1532 ، بعد وفاة مكيافيلي. أحدَث هذا العمل، وكذلك كتابه الآخر نقاشات حول ليفي، وهو تحليل دقيق للفترة الكلاسيكية، تأثيرًا كبيرًا في الفكر السياسي الحديث في الغرب. فسّرت أقلية من الأشخاص (من ضمنهم جان جاك روسو)  الأمير على أنه هجاء (ساخر بشكل مبطن) موجه نحو آل ميديشي بعد استعادتهم لفلورنسا وطردهم اللاحق لمكيافيلي منها. على الرغم من أن العمل قد كُتب لعائلة الميديشي من أجل التأثير عليهم لتحريره من المنفى، فقد دعم مكيافيلي جمهورية فلورنسا بدلًا من حكم الأقلية الخاص بعائلة ميديشي. على أي حال، يقدم مكيافيلي نظرة عملية وترابطية إلى حد ما للسياسة، جاعلًا فيها الخير والشر مجرد وسيلة لتحقيق غاية، ألا وهي الحفاظ على السلطة السياسية. يواصل توماس هوبز، المعروف بنظريته للعقد الاجتماعي، توسيع هذا الرأي في بداية القرن السابع عشر خلال عصر النهضة الإنجليزية.
جسّد جون لوك على وجه الخصوص هذا العصر الجديد للنظرية السياسية بعمله رسالتان في الحكم المدني. يقترح لوك في هذا العمل نظريةً لحالة الطبيعة والتي تكمل بشكل مباشر مفهومه حول كيفية حدوث التنمية السياسية وكيف يمكن تأسيسها بواسطة الالتزام التعاقدي. عمل لوك على دحض النظرية السياسية الأبوية التي أسسها السير روبرت فيلمر، وذلك لصالح نظام طبيعي مبني على الطبيعة الموجودة في نظام محدد.